# Ojingeo
Ojingeo (오징어?, Ojing-eoLR, OchingŏMR, lett. "calamaro") è un gioco per bambini diffuso in Corea. Il nome è dovuto alla forma del campo da gioco, riconducibile a quella di un calamaro. Il gioco prevede la divisione in due squadre: attaccanti e difensori.

## Il gioco
Le basi per ciascuna delle squadre sono chiamate "case" (집). Il cerchio in alto è la "casa" per la squadra in attacco, il rettangolo in basso è la "casa" per la squadra in difesa e il triangolo in mezzo è il terreno neutro tra di loro.
L'obiettivo per la squadra offensiva è di lasciare la propria "casa" e spostarsi all'esterno della figura intorno alla parte inferiore della "casa" difensiva (mostrata "aperta" nel diagramma accanto), quindi passare attraverso la figura di nuovo nella "casa" offensiva.
Ai giocatori in attacco è richiesto di muoversi solo saltando su un piede fino a quando raggiungono l'area 2 dopo aver attraversato l'area 3, oppure saltando sulla parte sottile della figura tra le due aree segnate 4.
La squadra in difesa cerca di eliminare i membri della squadra in attacco spingendoli attraverso una linea della figura che non possono attraversare. Anche i membri della squadra in difesa che lasciano il gioco vengono eliminati, quindi è possibile per gli attaccanti vincere spingendo tutti i difensori fuori dal gioco.

## Nella cultura di massa
Nella serie Netflix Squid Game, il gioco del calamaro è una delle sfide mortali affrontate dai protagonisti. Il regista ha ammesso di essersi ispirato al gioco nella concezione dello sceneggiato.